# Svenska ord (musikalbum)
Svenska ord är den svenska rapgruppen Just D:s andra album. Det kom ut på Telegram Records Stockholm våren 1991 .
Albumet var liksom debuten producerat av JustD med hjälp av Bomkrash, Klas Lunding och Peter Swartling.
Skivans tema är löst sammansatt som en TV-kväll hos "J. Lindström", med flera "skits", samplingar från då aktuella TV-program och TV-reklam. De tre låtarna betitlade Svenska ord presenterade gruppens inställning till sitt modersmål.
Titeln syftar på Hans Alfredson och Tage Danielssons gemensamma företag, AB Svenska Ord.
Sången Fortfarande hos J Lindström bannlystes av Sveriges Radio eftersom den innehöll en signal som kunde släcka ned det svenska radio-nätet.
I en senare intervju har Wille Crafoord berättat att just låten Efterfest, som finns med på alla versioner av skivan utan att nämnas på omslaget, var en låt som egentligen var för dålig för att ges ut.

## Mottagande
I Dagens Nyheter var recensenten Per Mortenssen skeptisk till albumet: "Med bara ett ringa mått av humor bör man finna gruppen Just D lustig, om än enbart för en lyssning. [...] Kul, men knappast provokativt".

## Låtlista
1. Svenska Ord 1
2. Gör Som Du Känner
3. Gummihatt
4. Färger
5. Svenska Ord 3
6. Bos
7. Hållihop
8. Gå & Ta D
9. Samtidigt Hos J. Lindström
10. Hur E D möjligt?
11. X3mt Nästan Levande
12. Relalalaxa
13. Kalla Fötter
14. Svenska Ord 2
15. ErumeGurraG?
16. Vår Atari
17. Sylt
18. Doktorns Dans
19. Katta Strof
20. Fortfarande Hos J. Lindström
21. Efterfest (dolt bonusspår)

## Samplingar

### Svenska Ord 1
- Komp: Cab Calloway [3]

### Svenska Ord 2
- Sång: Fem myror är fler än fyra elefanter O-Låten

### Färger
- Basgång: Jan Johansson [4] Visa Från Utanmyra

### Hur E D Möjligt?
- Komp: Pontus Platin
- Sample: George Benson - Breezin
- Sax: Svante Thuresson[3]

### Relalalaxa
- Komp: Frank Zappa Sofa no 5[3]
- Trumpet: Bengt-Arne Wallin med Clark Terry
- Keyboard: Barclay James Harvest[3]

## Listplaceringar
| Lista (1991) | Topplacering |
| ------------ | ------------ |
| Sverige      | 17           |

### Fotnoter
1. ↑  Information i Svensk mediedatabas.
2. ↑  Mortenssen, Per (12 juni 1991). ”Stäng av radion”. arkivet.dn.se. https://arkivet.dn.se/tidning/1991-06-12/157/21?q=%22just%20d%22%20%22svenska%20ord%22. Läst 24 maj 2024.
3. 1 2 3 4  Olovsson, Ronny (17 mars 1995). ”Brott lönar sig - fråga Just D”. Aftonbladet. Arkiverad från originalet den 7 maj 2008. https://web.archive.org/web/20080507151953/http://hem.passagen.se/rocking/arkiv/arkivd.html. Läst 7 juli 2008.
4. ↑  ”Svenska ord”. Wille Crafoord officiell webbplats. http://www.willecrafoord.se/svord.htm. Läst 7 juli 2008.
5. ↑  Placeringar på den svenska albumlistan